# Era de la Fragmentación

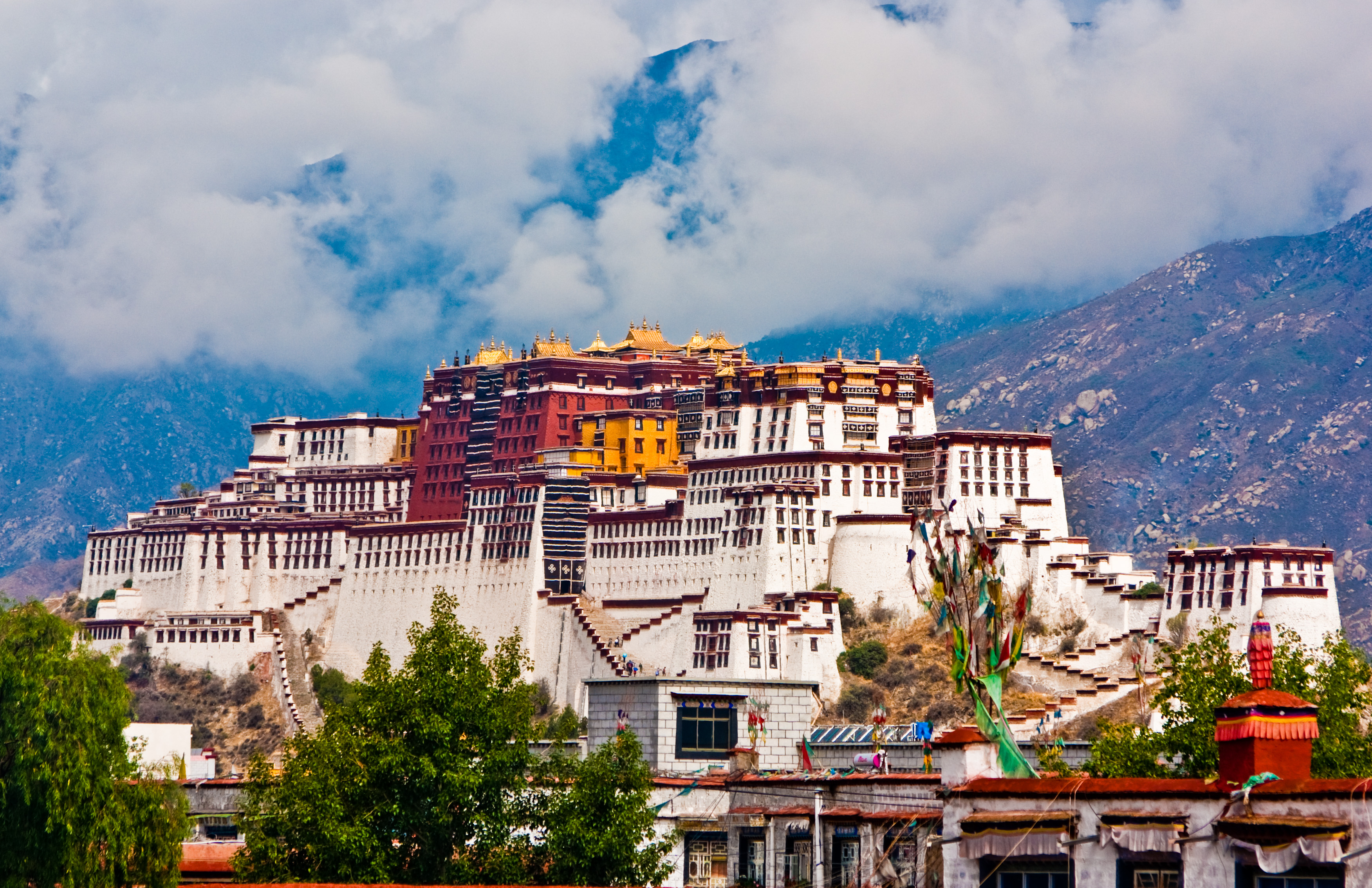
Imagen del Potala.

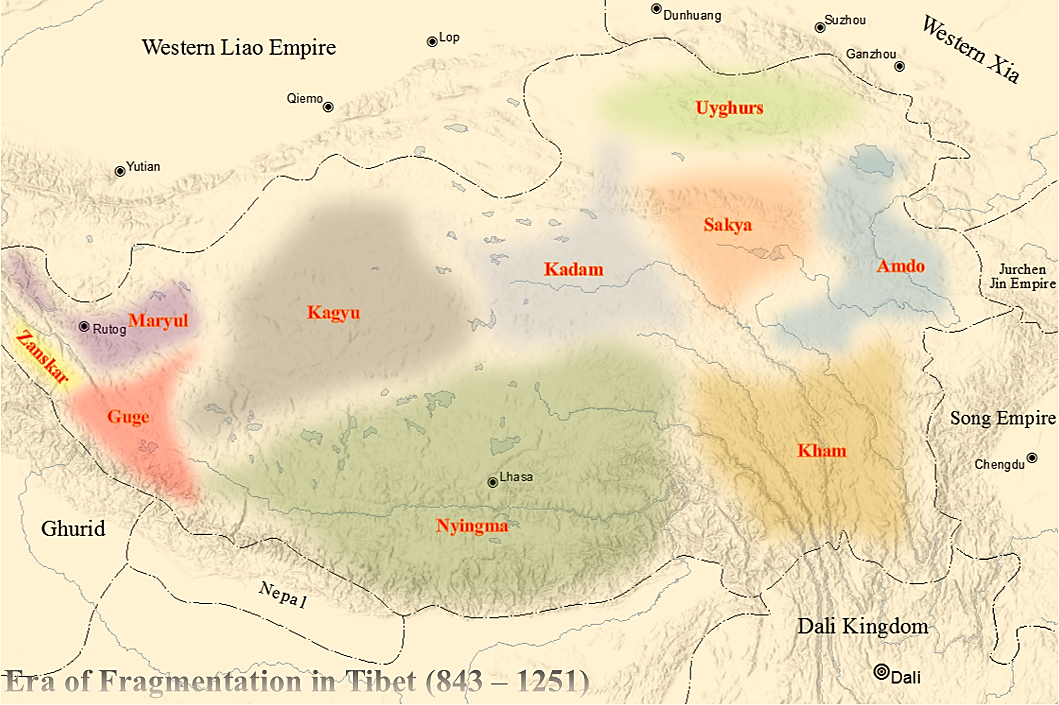
Mapa que muestra los mayores regímenes religiosos durante la Era de la Fragmentación.

La Era de Fragmentación (སིལ་ཆད་དུ་འཆད་པ) fue un periodo en la historia del Tíbet desarrollado entre los siglos IX y XI. Durante esta era, la centralización política de los primeros imperios tibetanos colapsó seguido de una guerra civil entre Yumtän (Yum brtan) y Ösung ('Od-srung). La "Era de la fragmentación" fue una época caracterizada por las rebeliones en contra del imperio y del nacimiento de los denominados 'señores de la guerra' o jefes militares que surgieron en las distintas regiones de lo que fue el antiguo imperio tibetano.

## La Guerra civil y el declive del imperio
El último emperador del Imperio tibetano unificado, Langdarma, fue asesinado entre los años 842-846, por lo que se dice fue un ermitaño budista, un monje llamado Pelgyi Dorje de Lhalung. El asesinato dejó a dos posibles herederos, Yumtän y Ösung, para luchar por el trono, lo que desencadenó en una guerra civil. Se dice que posteriormente, los sucesores de Ösung controlaron la región de Ngari, mientras que los sucesores de Yumtän gobernaron la región Ü.
Luego de la división del imperio, el hijo de Ösung, Pälkhortsän (Dpal 'khor brtsan) (865-895 u 893-923), que sería padre de dos hijos, Trashi Tsentsän (Bkra shis brtsen brtsan) y Thrikhyiding (Khri khyi lding), también llamado Kyide Nyigön (Skyid lde nyi ma mgon) en algunas fuentes, heredarían las regiones occidentales del Tíbet. Thrikhyiding por su parte, migró a la región tibetana occidental del alto Ngari (Stod Mnga ris) y se casó con una mujer de la alta nobleza tibetana central, con quien fundó una dinastía local. El producto de la guerra civil debilitó la autoridad política de la monarquía tibetana, disolviendo el imperio en tribus separadas y pequeños reinos.

## Revueltas y señores de la guerra
La disolución de un imperio centralizado permitió a los campesinos tibetanos, insatisfechos con la agitación política, rebelarse en contra los gobiernos regionales. Estos levantamientos dividieron el Tíbet imperial en una multitud de reinos separados y autónomos, cada uno gobernado por un jefe militar local. Los denominados señores de la guerra, luchaban constantemente por el dominio político, utilizando ejércitos privados y fortalezas militares. Entre 842 y 1247, ninguna autoridad central controlaba el Tíbet. Período que terminó con la conquista  y llegada del Imperio mongol y la subsecuente administración del reino de Yuang, que retuvo el poder nominal sobre asuntos políticos religiosos y regionales, mientras que lograron una regla estructural y administrativa de la región, reforzada por la intervención militar que existía como una "estructura diárquica" bajo el emperador Yuan, con poder sobre todo en favor de los mongoles.
Los relatos tradicionales del período se centran en la religión. La "Era de la Fragmentación" se caracteriza como un punto bajo en el desarrollo del budismo tibetano, debido a la orden monástica budista que enfrentaba la persecución y el exilio. Se afirma que el budismo monástico solo se había conservado en la región Amdo, que luego fue dominada en gran parte por pueblos no tibetanos y que sería conquistado hasta el siglo X.
Según estos relatos, durante el reinado de Langdarma, tres monjes huyeron al monte Dantig en Amdo. Su discípulo Muzu Selbar (Wylie: mu zu gsal 'bar), más tarde conocido como el erudito Gongpa Rapsel (Wylie: dgongs pa rabsal, 953-1035), quien fuese responsable de la renovación del budismo en el noreste de Tíbet.
Se dice que los estudiantes de Rapsel regresaron a Ü-Tsang, donde reintrodujeron el budismo monástico. Sin embargo, los historiadores modernos cuestionan las opiniones tradicionales de la época sobre el desarrollo del budismo, argumentando que este mismo, fue de hecho muy extendido durante este período, ya que las autoridades políticas regionales compartieron una estrecha relación con los líderes monásticos budistas.